# Busca Descontos
Busca Descontos é um site brasileiro que hospeda cupons de descontos de variadas lojas de compras online.
Criado em 2006 pelo empresário Pedro Eugênio – hoje CEO da marca – o Busca Descontos foi responsável pela exportação de datas comerciais como o Black Friday ação responsável pela movimentação de R$17 mi em apenas um dia, em 2011.
Segundo relatório do e-bit, o site é responsável por um terço das compras do varejo feitas pela internet.

## História
O Busca Descontos nasceu em 2006, a partir de uma ideia atribuída a Pedro Eugênio, idealizador e hoje diretor executivo da empresa.

## Funcionamento
Com o atrativo de ser um verdadeiro agregador de cupons de descontos, o Busca Descontos oferece uma série de anúncios do setor de informática, eletroeletrônicos, livros, móveis, brinquedos, celulares, entre outros. Com a visualização do anúncio, o usuário é direcionando à página da loja que está ofertando o produto em questão. A partir daí, a compra poderá ter continuidade normalmente, e o desconto, antes oferecido, será efetuado na etapa final do processo de compra.

## Black Friday (Sexta Negra)
O Black Friday foi uma ação promovida pelo Busca Descontos a partir do ano de 2010. Trata-se de uma data comercial de grande repercussão nos EUA, onde as lojas do varejo aproveitam para liquidar o seu estoque, no dia seguinte ao feriado de Ação de Graças, tradicionalmente comemorado na 4ª quinta-feira do mês de novembro.
A ideia da versão nacional do Black Friday foi trazer a essência da data para o universo das compras online. O Busca Descontos contou com parceria de os 30 de maiores sites do e-commerce do país, dentre eles Walmart, Dell, Americanas, Submarino, Netshoes, Dafiti, Saraiva e Fnac.
No dia 26 de novembro de 2010, foi ao ar a primeira edição da Black Friday no Brasil. Pelo menos 60 mil consumidores efetuaram cadastro no site para o evento virtual que movimentou R$ 3 milhões em apenas um dia.

## Outras ações comerciais
Resultando do sucesso do Black Friday, o Busca Descontos planejou outras ações comerciais, também baseadas em modelos do varejo internacional. Foi o caso do Boxing Day, uma ocasião semelhante ao Black Friday, mas que nesse caso, acontece no dia seguinte ao Natal.

## Grupo Busca Descontos
O Busca Descontos acabou expandido os seus horizontes, o que resultou em demais projetos para o comércio eletrônico. Foi assim que surgiu o Loucas por Descontos, um site que hospeda ofertas de compras coletivas.